# Johannes Olai Drake
Johannes Olai Drake, även Hans Olofsson Drake, född 1634 i Brunflo socken, död 28 december 1701 i Ovikens socken, var en svensk präst och riksdagsledamot.

## Biografi
Johannes Olai Drake var son till landsprosten Olaus Petri Drake och Anna Roaldsdotter. Efter att ha studerat från 1655 vid Uppsala universitet blev Drake 1660 skolmästare vid Ovikens skola, och året därpå syssloman för Härjedalens och Jämtlands kyrkor. Efter tre år som hjälppräst i Oviken fick han 1670 kunglig fullmakt på Ovikens socken. År 1688 blev han inspektor för Frösö trivialskola.
Han var fullmäktig vid riksdagen 1672.
Drake var gift med Elsa Embdeman, vars far var kyrkoherde i Opdalen i Norge. Deras son Anders adlades von Drake.